# 上間永遠
上間 永遠（うえま とわ、2001年1月31日 - ）は、沖縄県那覇市出身のプロ野球選手（投手・育成選手）。右投右打。埼玉西武ライオンズ所属。

## 経歴

### プロ入り前
祖父の草野球の試合をよく見ていたことから物心がついたときからキャッチボールをしていた。那覇市立城岳小学校1年生より「城岳中央ブレーブス」で軟式野球を始め、肩の強さから4年生からは本格的に投手になった。那覇市立古蔵中学校では硬式野球のポニーリーグチーム「沖縄ダイヤモンドベースボールクラブ」に所属。2年夏のときにはチームはジャイアンツカップに出場、3年夏には全日本コルトリーグ全国大会で準優勝を果たした。左投げの宮城大弥とともに硬式野球沖縄選抜の左右の両エースとして活躍した。
クラブの指導者が監督の定岡智秋と出身高校が同じという関係から沖縄を離れ大分県の柳ヶ浦高等学校に進学。高校進学後は体重を15kg増量した上で定岡からの指導によってフォームを改善すると、入学当初は130km/h前半だった球速が最速144km/hまで向上。3年生の全国高等学校野球選手権大分大会では決勝で藤蔭高等学校に敗れ、全国大会には進めなかった。プロ志望届を提出したものの、ドラフト指名はなかった。

### 四国IL・徳島時代
定岡が独立リーグの指導者経験を持っていたこともあり、卒業後の進路を1年目からNPBに進める独立リーグとした。四国アイランドリーグplusのトライアウトを受験し、特別合格で徳島への入団が決まる。徳島を入団先としたのは、「投手育成が得意」という定岡からの推薦による。
2019年シーズン、徳島では15試合に登板して4勝4敗、防御率1.40、奪三振64の成績で、最優秀防御率のタイトルを獲得するとともに、投手部門のベストナインに選出された。8月に行われた読売ジャイアンツ三軍との交流試合では6回10奪三振無失点と好投を見せてNPB球団からの注目を集めた。しかし、9月上旬に右肘の炎症が発症し、同月に行われた阪神タイガース二軍との練習試合では1/3回を2安打3失点と精彩を欠いていた。
2019年10月17日に行われたNPBドラフト会議では、埼玉西武ライオンズから7位指名を受け、当初の目標通り、高卒1年目でのNPB入りを果たした。右肘故障の影響から「育成でも指名があればと思っていた」中での支配下指名だった。また、チームメイトの岸潤一郎も同じく西武から8位指名を受けた。
11月11日、契約金1000万円、年俸500万円で契約に合意した。背番号は64。

### 西武時代
2020年は徳島時代に腕だけで投げてしまいがちだった投球フォームを青木勇人三軍コーチのもとで修正に取り組んだ。体を作りながらのシーズンだったこともあり、二軍での登板は9試合に留まり、一軍での登板はなかった。
2021年は新型コロナウイルスの影響で外国人投手が不在ということもあり、春季キャンプをA班でスタートすると実戦で好投を続け、開幕ローテーションの6番手に抜擢された。4月8日の東北楽天ゴールデンイーグルス戦でNPB初登板・初先発を果たし、5回まで1失点と好投するも援護に恵まれず、6回にも失点を喫しNPB初黒星となった。翌日に登録抹消されたが、西口投手コーチは「初登板であれだけ投げられれば、十分な合格点」、辻監督は「HRは打たれたけど素晴らしい闘志」と首脳陣から評価され、再度の一軍起用が約束された。4月20日に一軍再登録となり、3試合目の登板となった同27日の千葉ロッテマリーンズ戦で5回1失点と好投し、NPB初勝利を挙げた。以降の先発登板では5回もたずに降板するケースが続き、6月8日にシーズン3度目の登録抹消をされてから二軍で投球フォーム固めを重点に練習を続け、その後の一軍登板は果たせず、この年は一軍で5試合に先発して1勝1敗・防御率6.33という成績であった。イースタン・リーグでは14試合の登板で7勝3敗・防御率1.58と二軍では結果を残したものの、11月22日に右肘内側側副靭帯再建術手術（トミー・ジョン手術）を受けた。復帰に1年以上を要することから、同24日に育成での再契約を前提とした戦力外通告を受け、12月9日に育成選手として再契約したことが発表された。背番号は114。
2022年は上記の手術の影響で公式戦出場はなかった。オフに再度戦力外通告が発表され、契約変更後1年経過による自由契約となったが、11月29日に再契約した。
2023年は2月7日に独立リーグ時代から交際していた一般女性との結婚を発表した。3月22日の二軍戦で復帰登板を果たし、6月13日には先発して6回を3失点で、2021年以来となる公式戦勝利を記録した。しかし二軍公式戦の登板は3試合にとどまり、1勝2敗・防御率9.95の成績で、10月4日に3度目の戦力外通告となった。みやざきフェニックス・リーグおよび秋季キャンプには参加し、11月23日に再契約した。
2024年はファームで17試合に登板し、4勝8敗、防御率2.95を記録したが、支配下復帰とはならなかった。

## 選手としての特徴
140km/h後半の直球と精度の良い変化球の持ち主。最高球速は148km/h、得意とする球種は130km/h台の高速シンカーで、スライダー、カーブ、カットボールも投げられる。上間自身はアピールポイントを「相手打者との駆け引き」と語る。
徳島時代の監督である牧野塁からは、下半身（右足が浮く）に課題があると指摘されていた。また、アイランドリーグ選抜チームの監督を務める養父鐵は、「身体も大きく、18歳にしてはモノがいい」「ストレートでもスライダーでもストライクを取れる。淡々と投げて、気持ちを出さないのもピッチャーに向いている」と述べ、NPB入団後は身体作りに励むべきとコメントしている。西武の担当スカウトである育成アマチュア担当の鈴木敬洋も養父と同じく、どの球種でもストライクが取れる点とマウンドでの態度を評価しており、徳島1年目の上間を見て「とても高卒1年目とは思えなかった」「滅多に見かけないタイプだから大したもんだなと感じた」「その時点でプロとの試合で十分に抑えられるものを持っていた」と語っている。

## 詳細情報

### 年度別投手成績
| 年 度     | 球 団     | 登 板 | 先 発 | 完 投 | 完 封 | 無 四 球 | 勝 利 | 敗 戦 | セ 丨 ブ | ホ 丨 ル ド | 勝 率 | 打 者 | 投 球 回 | 被 安 打 | 被 本 塁 打 | 与 四 球 | 敬 遠 | 与 死 球 | 奪 三 振 | 暴 投 | ボ 丨 ク | 失 点 | 自 責 点 | 防 御 率 | W H I P |
| --------- | --------- | ----- | ----- | ----- | ----- | -------- | ----- | ----- | -------- | ----------- | ----- | ----- | -------- | -------- | ----------- | -------- | ----- | -------- | -------- | ----- | -------- | ----- | -------- | -------- | ------- |
| 2021      | 西武      | 5     | 5     | 0     | 0     | 0        | 1     | 1     | 0        | 0           | .500  | 94    | 21.1     | 26       | 3           | 9        | 0     | 0        | 10       | 1     | 1        | 15    | 15       | 6.33     | 1.64    |
| 通算：1年 | 通算：1年 | 5     | 5     | 0     | 0     | 0        | 1     | 1     | 0        | 0           | .500  | 94    | 21.1     | 26       | 3           | 9        | 0     | 0        | 10       | 1     | 1        | 15    | 15       | 6.33     | 1.64    |

- 2024年度シーズン終了時

### 年度別守備成績
| 年 度 | 球 団 | 投手  | 投手  | 投手  | 投手  | 投手  | 投手     |
| 年 度 | 球 団 | 試 合 | 刺 殺 | 補 殺 | 失 策 | 併 殺 | 守 備 率 |
| ----- | ----- | ----- | ----- | ----- | ----- | ----- | -------- |
| 2021  | 西武  | 5     | 0     | 6     | 0     | 1     | 1.000    |
| 通算  | 通算  | 5     | 0     | 6     | 0     | 1     | 1.000    |

- 2024年度シーズン終了時

### 記録
初記録
投手記録
- 初登板・初先発登板：2021年4月8日、対東北楽天ゴールデンイーグルス3回戦（メットライフドーム）、5回1/3を4失点で敗戦投手
- 初奪三振：同上、2回表に鈴木大地から空振り三振
- 初勝利・初先発勝利：2021年4月27日、対千葉ロッテマリーンズ4回戦（メットライフドーム）、5回1失点

打撃記録
- 初打席：2021年6月6日、対東京ヤクルトスワローズ3回戦（明治神宮野球場）、2回表に高梨裕稔から空振り三振

### 独立リーグでの投手成績
出典はリーグ公式ウェブサイトよりリンクされる「一球速報」。
| 年 度     | 球 団     | 防 御 率 | 登 板 | 勝 利 | 敗 戦 | セ 丨 ブ | 完 投 | 完 封 | 無 四 球 | 投 球 回 | 打 者 | 被 安 打 | 被 本 塁 打 | 奪 三 振 | 与 四 球 | 与 死 球 | 失 点 | 自 責 点 | 暴 投 | ボ 丨 ク |
| --------- | --------- | -------- | ----- | ----- | ----- | -------- | ----- | ----- | -------- | -------- | ----- | -------- | ----------- | -------- | -------- | -------- | ----- | -------- | ----- | -------- |
| 2019      | 徳島      | 1.40     | 15    | 4     | 4     | 0        | 2     | 1     | 0        | 70.2     | 284   | 48       | 2           | 64       | 22       | 4        | 24    | 11       | 3     | 0        |
| 通算：1年 | 通算：1年 | 1.40     | 15    | 4     | 4     | 0        | 2     | 1     | 0        | 70.2     | 284   | 48       | 2           | 64       | 22       | 4        | 24    | 11       | 3     | 0        |

- 各年度の太字はリーグ最高

### 背番号
- 19（2019年）
- 64（2020年[13] - 2021年）
- 114（2022年[24] - ）

### 登場曲
- 「カーニバル」ケツメイシ（2021年 - ）